# Vadim Dmitrievič Gauzner
Vadim Dmitrievič Gauzner (Leningrado, 25 novembre 1933 – Leningrado, 12 maggio 1982) è stato un regista sovietico.

## Filmografia parziale

### Regista
- Princ i niščij (1972)
- Vrača vyzyvali (1974)